# Marco Gavio Orfito
Marco Gavio Orfito (en latín Marcus Gavius Orfitus) fue un senador romano del siglo II, que desarrolló su carrera política bajo los imperios de Antonino Pío y Marco Aurelio y Lucio Vero.

## Carrera política
Su único cargo conocido es el de consul ordianrius en 165, bajo Marco Aurelio y Lucio Vero.